# Lázaro Cárdenas 2da. Sección, Comalcalco
Lázaro Cárdenas 2da. Sección är en ort i Mexiko.   Den ligger i kommunen Comalcalco och delstaten Tabasco, i den sydöstra delen av landet, 600 km öster om huvudstaden Mexico City. Lázaro Cárdenas 2da. Sección ligger 11 meter över havet och antalet invånare är 734.
Terrängen runt Lázaro Cárdenas 2da. Sección är mycket platt. Runt Lázaro Cárdenas 2da. Sección är det ganska tätbefolkat, med 179 invånare per kvadratkilometer. Närmaste större samhälle är Villa Tecolutilla, 15,4 km öster om Lázaro Cárdenas 2da. Sección. Trakten runt Lázaro Cárdenas 2da. Sección består till största delen av jordbruksmark.